# Heterostylie

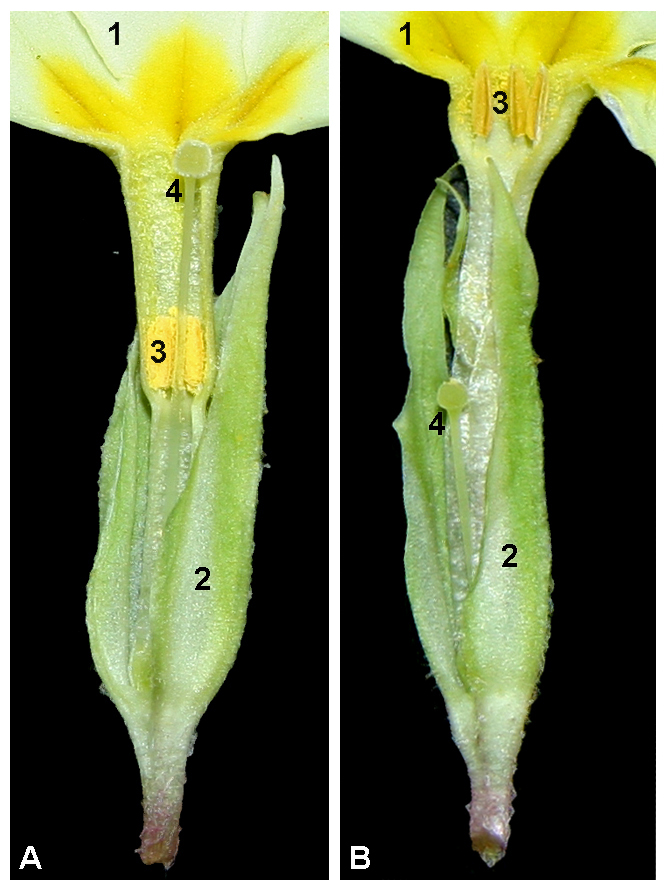
Distylie bij de stengelloze sleutelbloem, 1=kroon, 2=kelk, 3=meeldraden, 4=stempel aan het uiteinde van de stijl
A Bloem met lange stijl
B Bloem met korte stijl

Heterostylie of ongelijkstijligheid is een begrip uit de biologie, met name de morfologie van de bloemen, en betekent dat er binnen een plantensoort bloemen zijn van verschillende types. De bloemen onderscheiden zich daarbij door stijlen van verschillende lengte gepaard aan verschillend geplaatste meeldraden. Dit verschijnsel komt bijvoorbeeld voor bij vele ondersoorten van de sleutelbloem.

## Distylie en tristylie
Er bestaan meerdere soorten heterostylie: dimorf (heterodistylie, zoals bij Primula) en trimorf (heterotristylie, zoals bij Lythrum salicaria). Bij tristylie kan op zes verschillende manieren kruisbestuiving optreden tussen drie soorten bloemen:
- kortstijlige bloemen met middellange en lange meeldraden
- middelstijlige bloemen met korte en lange meeldraden
- langstijlig bloemen met korte en middellange meeldraden.

Charles Darwin kon reeds aantonen dat alleen bij kruisbestuiving tussen verschillende typen een optimale vruchtvorming plaatsvindt, zodat heterostylie gezien wordt als een methode om vreemdbevruchting te bevorderen.
Wetenschappelijk is vastgesteld dat ook het stuifmeel en de receptoren aan de stempel van verschillende grootte zijn, daarom spreekt men ook van heteromorfie.